# Gabriel Ghiakhomo Dunia
Gabriel Ghiakhomo Dunia (* 29. September 1957 in Obobo) ist Bischof von Auchi in Nigeria. 

## Leben
Gabriel Ghiakhomo Dunia empfing am 9. September 1989 die Priesterweihe. Papst Johannes Paul II. ernannte ihn am 6. November 2002 zum Bischof von Auchi. 
Die Bischofsweihe spendete ihm der Erzbischof von Benin City, Patrick Ebosele Ekpu, am 22. Februar des nächsten Jahres; Mitkonsekratoren waren John Olorunfemi Onaiyekan, Erzbischof von Abuja, und Anthony Okonkwo Gbuji, Bischof von Enugu. 